# تپه توبره ریز ۸
تپه توبره ریز ۸ مربوط به دوران پارینه‌سنگی جدید - دوران فرادیرینه‌سنگی است و در شهرستان کرمانشاه، بخش مرکزی، دهستان دورود فرامان، ۱/۳ کیلومتری غرب روستای گاکیه واقع شده و این اثر در تاریخ ۲۶ اسفند ۱۳۸۷ با شمارهٔ ثبت ۲۵۷۲۹ به‌عنوان یکی از آثار ملی ایران به ثبت رسیده است.